# 羅若翰神父街
羅若翰神父街（葡萄牙語：Rua do Padre João Clímaco）是一條位於澳門半島聖安多尼堂區北部的街道，它的西南端在高士德大馬路近群隊街交界處，沿途與罅些喇提督市北街、雅廉訪大馬路及連勝台相交，東北端在美副將大馬路。全長約265米，闊約10米。街道名稱是以天主教聖人若翰·克利馬古來命名。這條街道由高士德大馬路至罅些喇提督市北街的一段，在澳門坊間有桃花崗之稱。

## 名稱由來

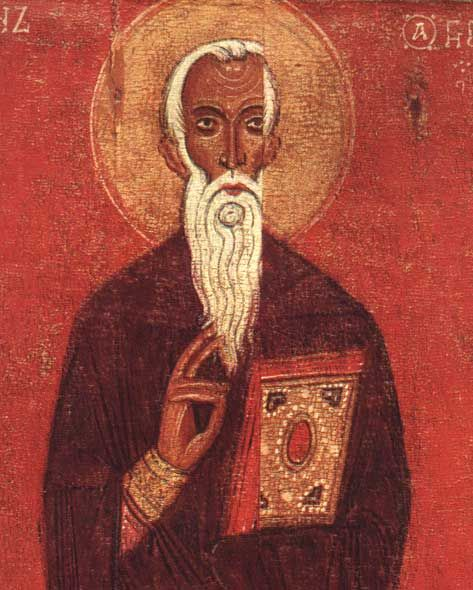
若翰·克利馬古

這條街道的名字，葡文名稱所指的是天主教聖人若翰·克利馬古，中文名稱「羅若翰」則是該字以澳葡官方的譯法並配以中國人姓名的文法來組合（「羅」取譯自，而「若翰」則取譯自）。街道命名於1937年2月20日。
相傳若翰·克利馬古生於公元525年，在16歲時入修院，後來經歷多年的隱修生活，並編著了《天國梯階》（拉丁語：Scala Paradisi）解述純德的修煉法。克利馬古於公元606年逝世，後來被封為聖人，有「聖天梯若翰」之稱。
至於這條街道部份路段為何會有「桃花崗」的稱號，下文將有表述。

## 沿途地點
- 教區青年牧民中心
- 嘉諾撒聖心女子中學

## 備註
1. ↑  澳葡取譯其中的部份為「羅」。
2. ↑   註: